# Dark Cloud
Dark Cloud (Japonés: ダーククラウド Dāku Kuraudo?) es un videojuego de rol (RPG) para la consola PlayStation 2 (PS2). Fue desarrollado por Level-5 y distruibuido por Sony Computer Entertainment en el año 2000 para Japón y 2001 para América y Europa. Dark Cloud combina elementos de los videojuegos de rol de acción y de los videojuegos de construcción de ciudades. Una secuela, llamada Dark Chronicle (o Dark Cloud 2), fue publicada dos años después. 
La historia del juego se basa en un grupo de aventureros que han sido afectados por la destrucción causada por un ser llamado Dark Genie (Genio Oscuro), por lo que deciden unirse y luchar contra él. El protagonista principal es Toan, un joven al que se le otorga una piedra mágica llamada 'Atlamillia', la cual tiene el poder de reconstruir las zonas destruidas.
Este juego estaba pensado originalmente como un título disponible desde el lanzamiento de la PS2 pero fue retrasado y publicado algunos meses después. El juego obtuvo buenas críticas en general, alabando especialmente la mezcla de tipos de género que presenta. Se distribuyeron 1.54 millones de copias a nivel mundial de acuerdo a VGChartz.

## Argumento
Dark Cloud es un cuento de hadas, extraído de un libro antiguo encontrado en unas ruinas sin nombre. Una vez que los estudiosos han logrado traducir la historia, se comienza a debatir su importancia y verificabilidad.
La historia comienza en un lugar llamado el Santuario Oscuro, donde se está realizando una ceremonia para despertar al Dark Genie, una criatura legendaria de gran poder. El Coronel Flag, quien es el principal interesado en el despertar, observa mientras que el organizador de la ceremonia, un sacerdote del santuario, explica la leyenda del Dark Genie. De una larga urna que contiene el espíritu del genio comienza a surgir humo negro y el Dark Genie se materializa. Este acepta al Coronel Flag como su maestro por liberarlo, pero devora al sacerdote. Siguiendo órdenes de Flag, el Dark Genie comienza a destruir los pueblos del continente del oeste, pero el Rey Hada al ver esto invoca rápidamente un hechizo de protección alrededor de los lugares afectados. Este hechizo sella los edificios, objetos y personas en orbes mágicos, protegiéndolos del ataque del Dark Genie, pero dispersándose a lo largo del continente.
Toan, un habitante de la aldea Norune, recibe de parte del Rey Hada una piedra azul llamada Atlamillia, y descubre que debe buscar a la gente y objetos encerrados en los orbes flotantes llamados Atla para restablecer el continente. Toan se dirige entonces a la Cueva de la Bestia Divina y recolecta todo los Atla que contienen a la aldea Norune y su gente. Mientras explora la cueva, Toan se encuentra con un misterioso hombre de cabello blanco llamado Seda, el cual lo reta a un duelo de espadas. Toan pierde después de que trata de proteger a un gato que se atravesó accidentalmente durante la batalla. Después de esto, Seda le lanza a Toan una poción cambiante como un regalo, la cual usa en el gato haciendo que se transforme en Xiao, que es mitad humana y mitad gato; una nueva aliada para la misión de Toan. En el fondo de la cueva, Toan encuentra a Dran, el dios de todas las bestias y guardián de Norune, el cual se encuentra bajo el control del Dark Genie y lo ataca. Al derrotar a Dran se libera del control del genio y le sugiere a Toan que encuentre al Pueblo Lunar, y los dirige hacia el Gran Treant en la aldea Matataki.
Al entrar a Matataki, Toan es retado por un niño llamado Goro, al cual derrota. Goro corre a su casa en el árbol, dejando caer unos aretes mágicos que permiten comprender a las criaturas del bosque, incluyendo al Gran Treant. Goro eventualmente se une al grupo, y después de hablar con el Treant, pelean con una serie de enemigos del Bosque del Búho Sabio para llegar a su destino. Ahí enfrentan al Maestro Utan, un primate gigante poseído, para liberarlo del control del genio y que pueda volver a ser el guardián del bosque. Toan y los otros se adentran más en el bosque y llegan a Brownboo, una aldea que no ha sido afectada y donde vive el Pueblo Lunar. Allí son capturados por invadir el lugar, pero después de contar la historia del Dark Genie, son liberados y planean como vencerlo permanentemente. El Pueblo Lunar planea invocar a la Nave Lunar usando el Orbe Lunar, el cual encuentran Toan y su grupo después de pelear con La Saia, el fantasma de una mujer cuyo prometido la dejó plantada en el altar.
Aún con el orbe, es imposible invocar a la Nave Lunar, por lo que Toan y los otros se dirigen a la aldea del desierto, Muska Lacka. En el camino encuentran el Templo del Sol y la Luna, donde comienzan a recolectar los Atla para restablecer la aldea, y al llegar al último piso del templo, encuentran un pasadizo que los lleva hasta la Nave Lunar. Con ella, logran viajar a la ciudad lunar donde Toan conoce a Osmond, quien le pide ayuda para recuperar las piezas de un gigantesco robot llamado el Gigante Sol. El Pueblo Lunar está convencido de que con este robot lograrán vencer al genio completamente, por lo que una vez que el Gigante Sol está completo, Toan y su grupo lo pilotean hasta llegar al Castillo Paraíso Oscuro, donde vive el Dark Genie.
El grupo logra derrotar al genio, pero descubren que no era más que una rata que había absorbido un poco del poder del verdadero Dark Genie mientras estaba atrapado en su urna. El verdadero genio posee al Coronel Flag, y destruye al Gigante Sol. El cuerpo del Coronel no puede soportar tanto poder y por lo tanto Flag termina muriendo. Toan persigue al genio dentro del castillo, donde Seda explica el pasado y como fue que nació el genio; por lo que viajan en el tiempo, y aunque Toan no puede prevenir la creación del Dark Genie, lo enfrenta y lo derrota en su verdadera forma. Toan usa entonces lo que queda del poder de la Atlamilla para revivir a la prometida de Seda, Sophia. Después de esto, Toan y su grupo vuelven a su propio tiempo y se dirigen a sus respectivas aldeas para vivir sus vidas en paz.

## Personajes
Dark Cloud cuenta con una variedad de personajes, de los cuales solo algunos son controlados por el jugador. Cada personaje utiliza diversas armas y estilos de pelea únicos. El protagonista principal, un joven llamado Toan, pelea con dagas, cuchillos y espadas. Toan proviene de la aldea Norune y su voz no se escucha a lo largo del juego. Después de lo que sucede en el prólogo, se le encarga la tarea de restablecer el orden del mundo. Toan recibe la Atlamillia, una piedra mágica que puede usar para juntar y recuperar las piezas del mundo que han sido dispersas. El villano principal es el Dark Genie, un genio malvado liberado por el Coronel Flag, un comandante militar que busca usar su poder para controlar el mundo.
Cuatrocientos años antes de los sucesos del juego, Seda, el rey del Este , estaba en una guerra para proteger su reino, y se encontraba al borde de la derrota hasta que un hombre encapuchado se le acercó y le ofreció un trato: mezclar sangre de bruja con la suya propia para obtener poderes mágicos devastadores. 
Seda es el creador del antagonista, el Genio Oscuro. Él fue una vez el príncipe de una gran tierra, feliz, pero aburrido, hasta que su padre murió. Seda se convirtió en el nuevo rey, y en la noche de su coronación, una joven y bella mujer llamada Sophia tropezó con él, y un gran amor nació. Sin embargo, el país del oeste declaró la guerra al país del este y a Seda, y tuvo que dedicarse de lleno a la batalla. Todo iba mal, y Seda casi había perdido la esperanza, hasta que un viejo hombre encapuchado se acercó a él. Ofreció un gran poder, pero que necesitaba un poco de la sangre del propio Seda. Desesperadamente, Seda se cortó y le dio toda la sangre que necesitaba al encapuchado. El hombre mezcló la sangre de Seda con su propia sangre, la sangre mezclada le fue introducida al cuerpo de Seda y un poder aterrador nació dentro de él. Seda ganó la guerra con gran facilidad y volvió a casa para estar con Sophia. Sin embargo, poco sabía él, que la Sophia que estaba con él era un asesino disfrazado, enviado para matarlo. La verdadera Sophia fue asesinada por el asesino cuando ella recibió un golpe que iba dirigido a Seda, causando la furia de Seda, quien al enojarse mató al asesino y lo lanzó por el balcón de su castillo. Debido a la muerte de Sophia, Seda tenía el corazón destrozado, lo que provocó el nacimiento del Genio Oscuro. Profundamente arrepentido de sus decisiones, Seda cayó en depresión, hasta que se enteró de la Atlamillia, una joya legendaria que contenía poderes que podrían derrotar el Genio Oscuro. Seda uso un hechizo prohibido, viajó 400 años hacia el futuro en el tiempo para encontrar y utilizar la Atlamillia, para deshacer sus errores.
Sin embargo, cuando se encontró con Toan, el guardián de la Atlamillia, y luchó contra él bajo el control del genio, se dio cuenta de que Toan fue el único que podía utilizar el Atlamillia. Esto no le impidió tratar de derrotar al genio oscuro. Cuando llegó Toan al castillo oscuro del cielo, Seda se le acercó y le explicó su historia, diciendo Toan que él era el único que podía derrotar a la Genio oscuro. Cuando el Genio oscuro trató de poseer completamente a Seda, el hizo el último sacrificio, hiriéndose se muerte; después de combatir el poder del genio pudo abrir el camino a la Galería de tiempo para Toan. Antes de morir, le dice Seda Toan viajar atrás en el tiempo y derrotar al genio en su tiempo, para rehacer la historia y detener el Genio de la siempre existente. Aunque se las arregló para viajar en el tiempo, Toan fue incapaz de detener la muerte de Sophia. A pesar de la Seda todavía creado el genio, pero después de una larga batalla, Toan y sus aliados lo derrotó. Después de derrotar al Genio, Toan utiliza el poder del Atlamillia para traer a Sophia de vuelta a la vida, eliminando el dolor de Seda y reescribiendo la historia. Después, Seda prometió que junto a Sophia iba a hacer que su tierra fuera un gran lugar.

A lo largo del juego, Toan se encuentra con nuevos personajes :  Xiao, una niña-gato que utiliza una honda o tirachinas; Goro, un chico proveniente de Pueblo Cazador (aldea Matataki) y que utiliza unos grandes martillos; Ruby, una hermosa genio proveniente de la ciudad de Reinas (Queens) que utiliza un anillo mágico; Ungaga, un guerrero que sobrevivió al ataque en Muscka Lacka que utiliza como armas bastones y lanzas ;  y por último, Osmond, el líder del Pueblo de la Luna, equipado con una amplia variedad de pistolas. Osmond hace un cameo en Dark Chronicle y en el RPG de PlayStation 3, White Knight Chronicles.                                                                                                                Se pueden elegir los nombres del protagonista y sus amigos.

## Desarrollo
Dark Cloud fue el primer juego de la desarrolladora japonesa Level-5, dirigida por el diseñador Akihiro Hino. El desarrollo del juego comenzó cuando la compañía fue fundada en octubre de 1998. Cuando se anunció la PlayStation 2 a principios de 1999, el presidente de Sony Ken Kutaragi usó un demo de Dark Cloud para mostrar las capacidades de la consola. Sin embargo, muchas de las características de esta demo no aparecieron en la versión final del juego.
La versión en inglés de Dark Cloud tiene más características añadidas, incluyendo la habilidad para mejorar las armas, duelos adicionales y un calabozo extra después de completar el juego, el cual no aparece en la versión japonesa.

## Música
La banda sonora oficial de Dark Cloud fue comercializada en el mercado japonés a finales del año 2001. Fue compuesta por Tomohito Nishiura, y contiene cuarenta y seis canciones.
| Banda Sonora Oficial de Dark Cloud |                                      |          |  |
| N.º                                | Título                               | Duración |  |
| 1.                                 | «Main Theme»                         |          |  |
| 2.                                 | «The Ceremony»                       |          |  |
| 3.                                 | «The Village Festival»               |          |  |
| 4.                                 | «The Destruction of Norune Village»  |          |  |
| 5.                                 | «The Resurrection of Norune Village» |          |  |
| 6.                                 | «Open Your Eyes»                     |          |  |
| 7.                                 | «Norune Village»                     |          |  |
| 8.                                 | «Divine Beast Cave»                  |          |  |
| 9.                                 | «The Spirit King»                    |          |  |
| 10.                                | «Divine Beast Dran»                  |          |  |
| 11.                                | «Matataki Village»                   |          |  |
| 12.                                | «Battle!»                            |          |  |
| 13.                                | «Reminiscence»                       |          |  |
| 14.                                | «Brownboo»                           |          |  |
| 15.                                | «Legend of Hunter»                   |          |  |
| 16.                                | «Wise Owl Forest»                    |          |  |
| 17.                                | «Forest Guardian Master Utan»        |          |  |
| 18.                                | «Queens»                             |          |  |
| 19.                                | «Broken Promise (Orgel Version)»     |          |  |
| 20.                                | «Queens Shipwreck»                   |          |  |
| 21.                                | «Duel»                               |          |  |
| 22.                                | «The Ice Queen»                      |          |  |
| 23.                                | «Broken Promise»                     |          |  |
| 24.                                | «The Daily Life»                     |          |  |
| 25.                                | «Stand Up!»                          |          |  |
| 26.                                | «Muska Lacka»                        |          |  |
| 27.                                | «Departure»                          |          |  |
| 28.                                | «If You Strain Your Ears»            |          |  |
| 29.                                | «Sun and Moon Palace»                |          |  |
| 30.                                | «Take Off»                           |          |  |
| 31.                                | «The King's Curse»                   |          |  |
| 32.                                | «Aero Drop»                          |          |  |
| 33.                                | «Mission!»                           |          |  |
| 34.                                | «Moon Sea»                           |          |  |
| 35.                                | «Moon Factory»                       |          |  |
| 36.                                | «The Land of Hope»                   |          |  |
| 37.                                | «The Rowdy»                          |          |  |
| 38.                                | «Memories»                           |          |  |
| 39.                                | «Black Shadows»                      |          |  |
| 40.                                | «The Gallery of Time»                |          |  |
| 41.                                | «Dark Heaven Castle»                 |          |  |
| 42.                                | «Time of Destiny»                    |          |  |
| 43.                                | «Last Battle»                        |          |  |
| 44.                                | «Emergency»                          |          |  |
| 45.                                | «Two Moons»                          |          |  |
| 46.                                | «Main Theme (Bossa Nova Version)»    |          |  |